# Agerola
Agerola es un municipio italiano localizado en la ciudad metropolitana de Nápoles, región de Campania. Cuenta con 7.697 habitantes en 19,83 km².
Se encuentra en los Montes Lattari, muy cerca a la Costa Amalfitana. Limita con Gragnano y Pimonte, en la ciudad metropolitana de Nápoles, y cinco localidades en la provincia de Salerno: Amalfi,
Furore,  Positano, Praiano y Scala.
Es famoso por sus quesos como el Provolone del Monaco.

## Demografía
| Gráfica de evolución demográfica de Agerola entre 1861 y 2011 |
|                                                               |
| Fuente ISTAT - elaboración gráfica de Wikipedia               |

## Galería

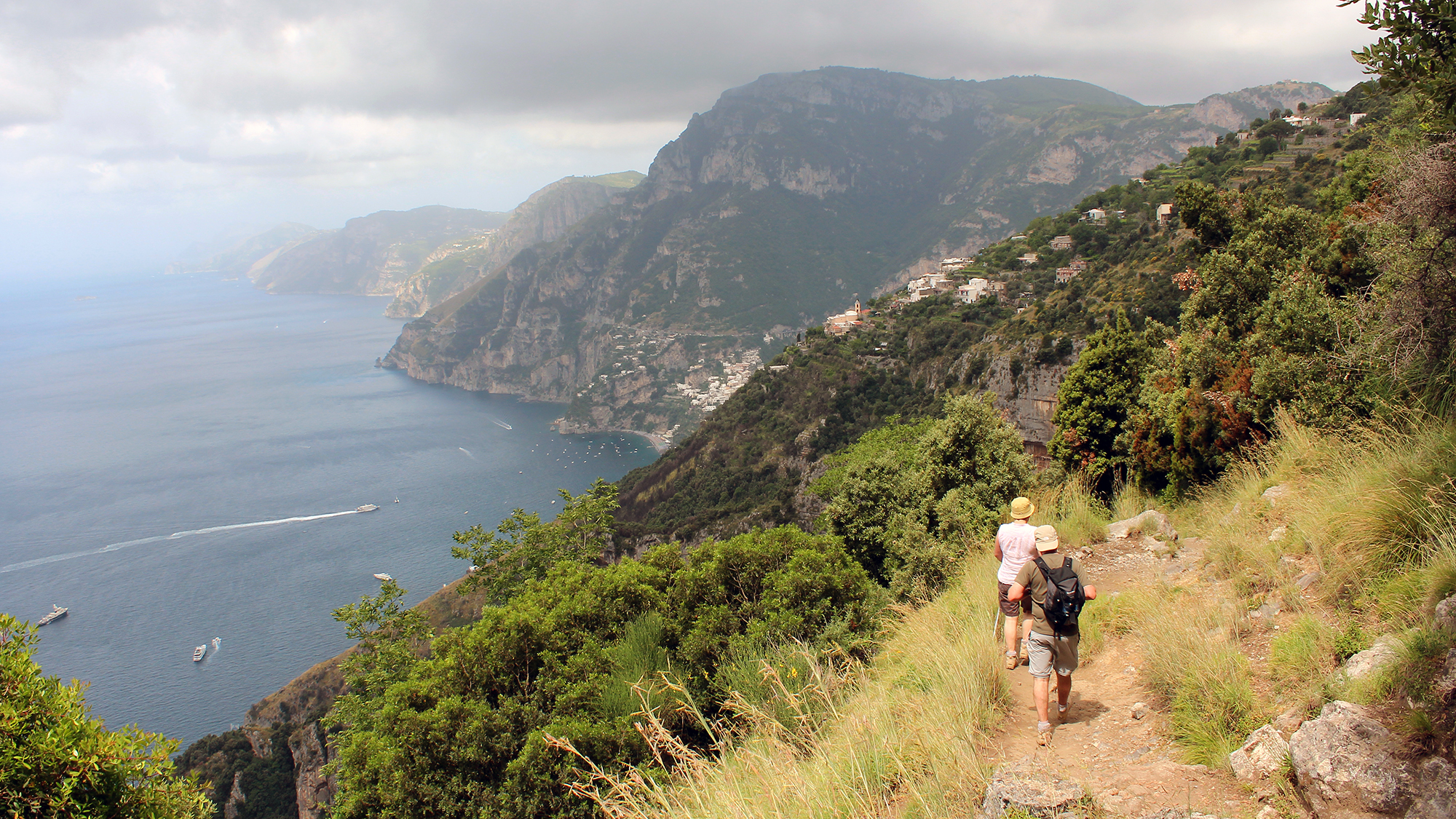
Sendero de los Dioses.
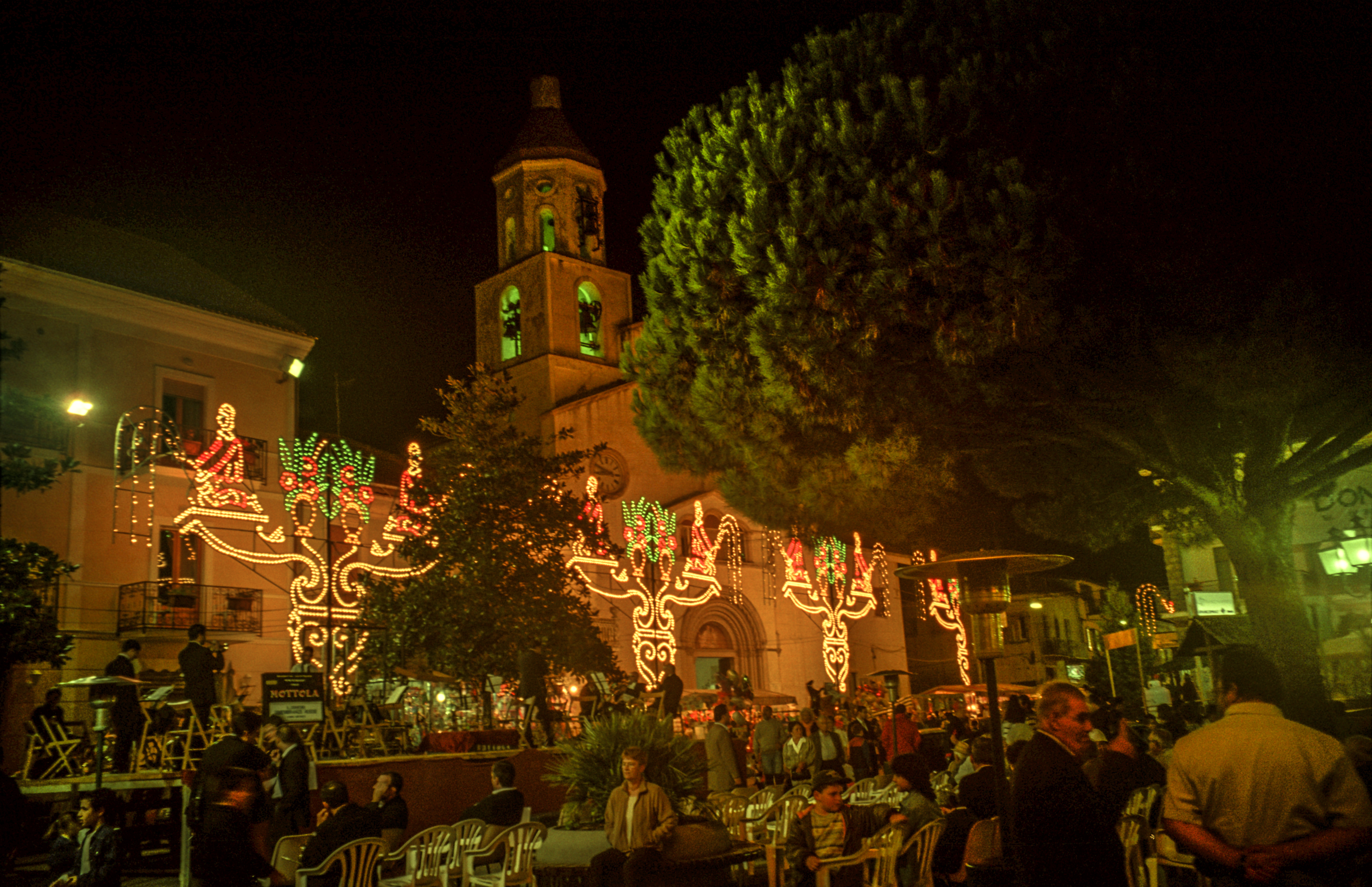
Agerola de noche.
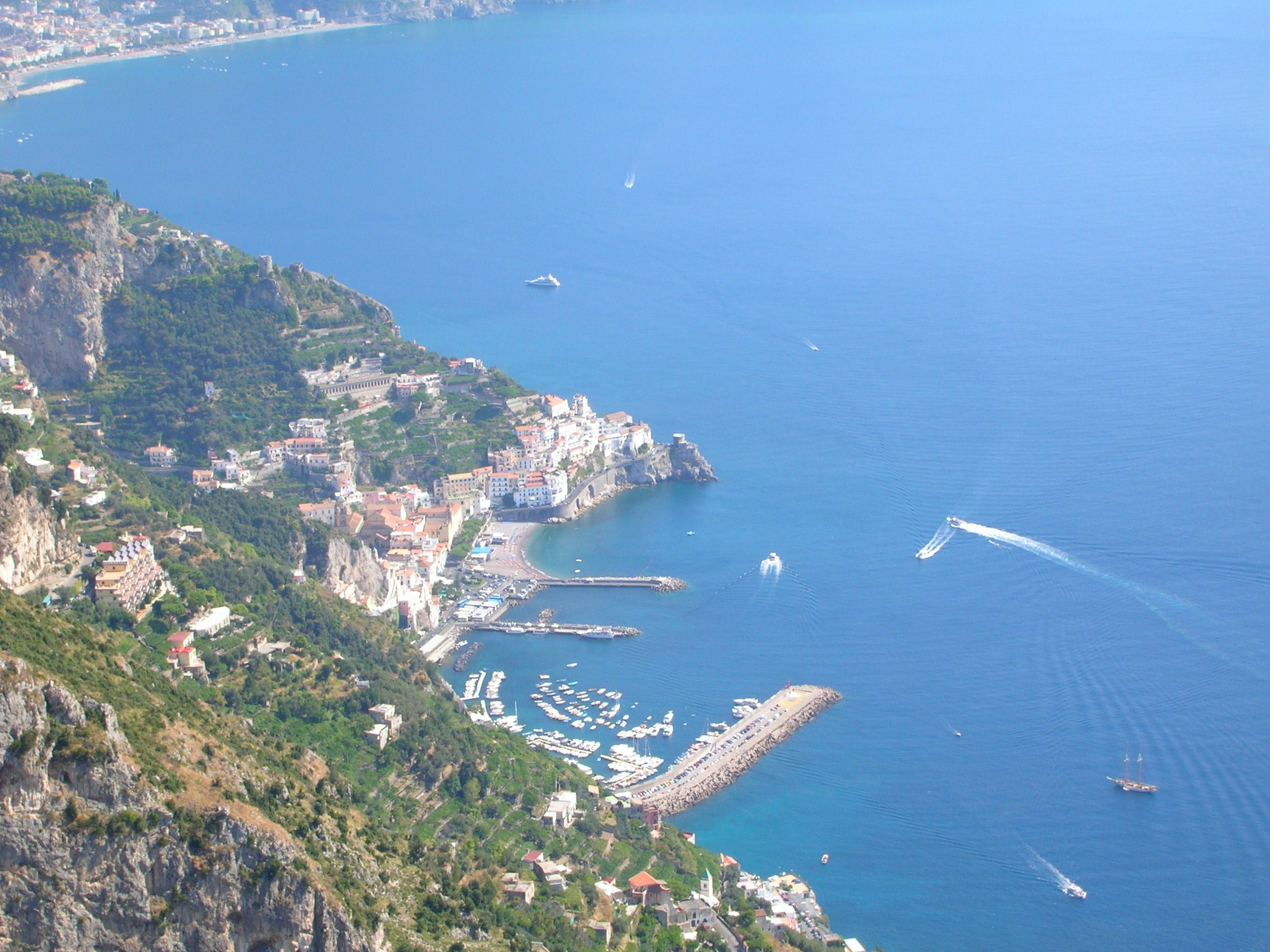
Vista desde el Mirador San Lazzaro.
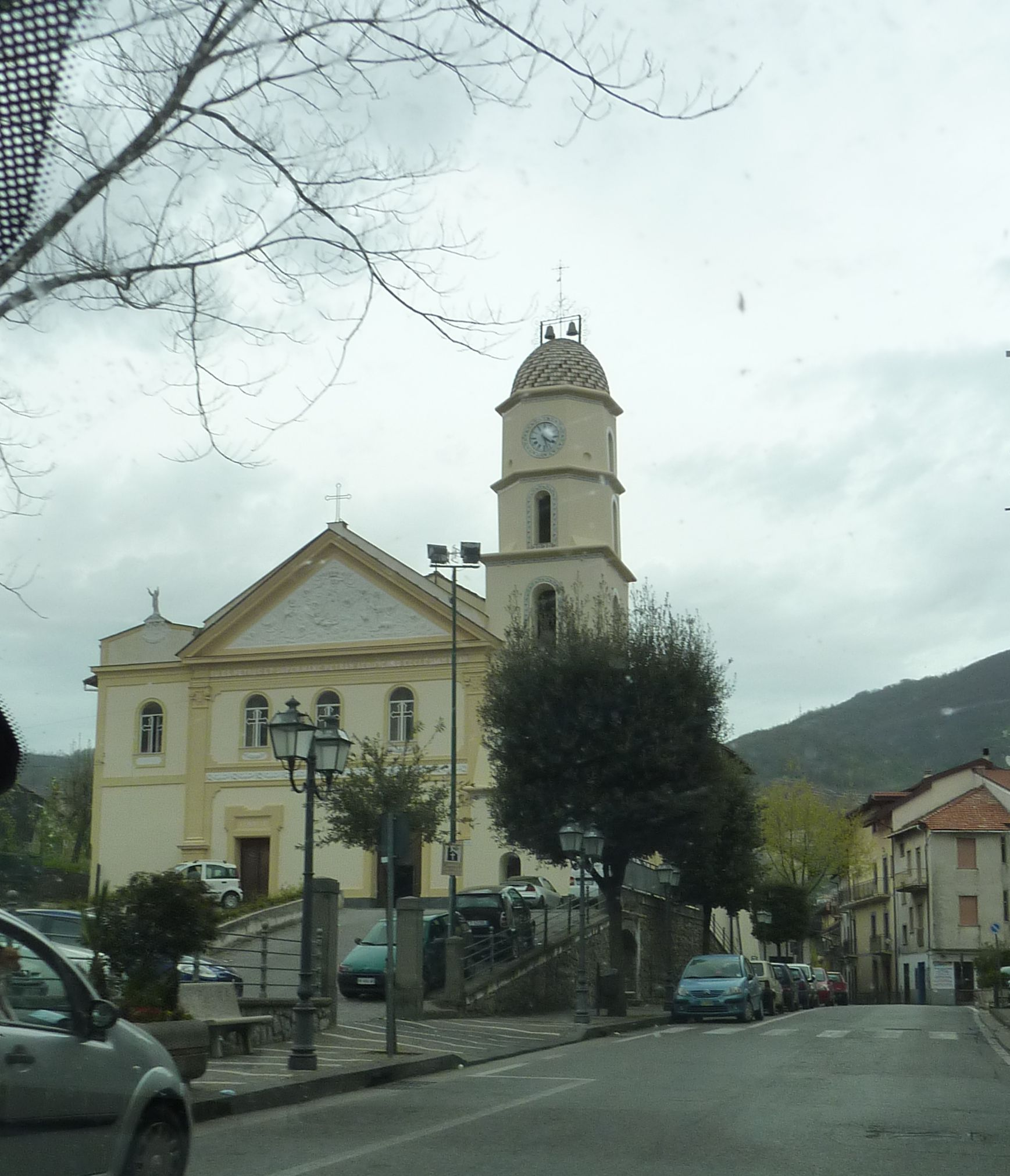
Iglesia de San Pedro el Apóstol.